# 亚历山大·伊万诺维奇·雅科夫列夫 (昆虫学家)
亚历山大·伊万诺维奇·雅科夫列夫（俄语：Александр Иванович Яковлев，羅馬化：Aleksandr Ivanovich Yakovlev，1863年3月6日—1910年1月10日）是一名俄罗斯昆虫学家、艺术家和公众人物。《昆虫学评论》杂志的创始人之一。他也是帝国议会的议员。不要将他与同样来自圣彼得堡的昆虫学家瓦西里·叶夫格拉福维奇·雅科夫列夫（1839-1908年）相混淆。他主要研究的昆虫为甲虫。

## 传记
1863年2月22日出生在雅罗斯拉夫尔附近。在1880年代，他与安德烈·谢苗诺夫-天山斯基和彼得·谢苗诺夫-天山斯基一起多次前往高加索和伏尔加河地区。在1883年，他从雅罗斯拉夫尔的古典体育馆毕业并于1887年获得圣彼得堡大学博士学位。在1888年，他在帝国公共图书馆找到了一份工作。1889年，他进行了一次探险，以研究外里海地区沙漠中的动植物群。旅行回来后，他离开了图书馆的服务并与N·M·米克拉舍夫斯卡娅结婚。从1891年到1901年，他担任雅罗斯拉夫尔省和地方自治议会的地方自治局局长。许多著名的俄罗斯昆虫学家经常聚集在雅科夫列夫庄园，包括N·N·希里亚耶夫、N·R·科库耶夫、T·S·奇切林。在这些会议期间，诞生了创建专业昆虫学期刊的想法。该杂志的第一期名为《俄罗斯昆虫学评论》，于1901年出版。1903年，雅科夫列夫当选为贵族元帅。在1909年8月当选为雅罗斯拉夫尔地方自治机关的国务院委员。他于1909年12月28日在雅罗斯拉夫尔去世。葬于列昂季耶夫公墓。